# Deceptive Bends
Deceptive Bends är ett musikalbum av 10cc som släpptes i maj 1977. Under början av inspelningarna av albumet lämnade Lol Creme och Kevin Godley gruppen för att bilda Godley & Creme. Eric Stewart och Graham Gouldman fullföljde produktionen av albumet som en duo. De två inledande spåren "Good Morning Judge" och "The Things We Do For Love" släpptes som singlar. Albumets skivomslag designades av Hipgnosis.

## Låtlista
(Alla låtar skrivna av Eric Stewart och Graham Gouldman)
Sida 1:
1. Good Morning Judge - 2:55
2. The Things We Do for Love - 3:29
3. Marriage Bureau Rendezvous - 4:04
4. People in Love - 3:48
5. Modern Man Blues - 5:35

Sida 2:
1. Honeymoon with B Troop - 2:46
2. I Bought a Flat Guitar Tutor - 1:48
3. You've Got a Cold - 3:36
4. Feel the Benefit, Pt. 1-3 - 11:31
  1. Reminisce and Speculate
  2. "A" Latin Break
  3. Feel the Benefit

## Listplaceringar
| Lista (1978)   | Position              |
| -------------- | --------------------- |
| Australien     | 8 (Kent Music Report) |
| Finland        | 28                    |
| Kanada         | 78 (RPM)              |
| Nederländerna  | 4                     |
| Norge          | 4 (VG-lista)          |
| Nya Zeeland    | 4                     |
| Storbritannien | 3 (UK Albums Chart)   |
| Sverige        | 4 (Topplistan)        |
| USA            | 31 (Billboard 200)    |